# 畢佛
畢佛（Bifur）是托爾金小說的虛構人物。
畢佛是索林·橡木盾（Thorin Oakenshield）及比爾博·巴金斯（Bilbo Baggins）十二個矮人伙伴的其中一個。畢佛並非都靈（Durin）的後裔，他也是波佛（Bofur）及龐伯（Bombur）的遠親。他喜愛木莓醬及蘋果餡餅，戴黃色的兜帽，會奏豎笛。《哈比人歷險記》裡，他在嘗試拯救比爾博時與食人妖打鬥。在乘桶逃離幽暗密林時，畢佛與大家一起躲在桶內逃走，他比其他矮人受的傷雖然較輕，但也短暫不能活動。之後，當畢佛及龐伯在孤山困在崖下時，兩人險些被史矛革所殺，但及時得救。
畢佛在慘烈的五軍之戰中倖存，並定居於孤山。

## 改編
在彼得·傑克森的《哈比人電影系列》中，畢佛由紐西蘭演員威廉·基契爾飾演。電影中的畢佛額頭上鑲有用做武器的斧頭，那是他在某場戰役上留下的痕跡；也因此他顯得有點口齒不清，除了講矮人語外很少說過話。基契爾形容畢佛「既是個狂熱的戰士」，也是個「溫和的玩具製造者」。

## 外部連結
- 網際網路電影資料庫上畢佛的資料（英文）
- 畢佛 （页面存档备份，存于）在時代雜誌上的介紹（英文）
- 畢佛 （页面存档备份，存于）在TheOneRing.net上的介紹（英文）